# I Want You Back (The Jackson 5)
I Want You Back is een single uit 1969 van de groep The Jackson 5 uit de Verenigde Staten. Het is afkomstig van hun eerste album, Diana Ross presents the Jackson 5.

## Geschiedenis
Het was de eerste single van The Jackson 5 die uitgebracht werd door Motown. Het nummer is door Motown geschreven. Er werd ook overwogen het te laten zingen door Gladys Knight & the Pips of Diana Ross
Het was het eerste nummer dat The Jackson 5 opnamen in Los Angeles. Tot nu toe werden alle opnames gemaakt in Detroit. Het nummer was in die tijd bijzonder omdat het een kind als leadzanger had, Michael Jackson.
Er zijn in totaal meer dan zes miljoen singles verkocht.

## Hitnoteringen

### Nederlandse Top 40
| Hitnotering: 14-02-1970 t/m 21-03-1970 | Hitnotering: 14-02-1970 t/m 21-03-1970 | Hitnotering: 14-02-1970 t/m 21-03-1970 | Hitnotering: 14-02-1970 t/m 21-03-1970 | Hitnotering: 14-02-1970 t/m 21-03-1970 | Hitnotering: 14-02-1970 t/m 21-03-1970 | Hitnotering: 14-02-1970 t/m 21-03-1970 | Hitnotering: 14-02-1970 t/m 21-03-1970 |
| Week:                                  | 1                                      | 2                                      | 3                                      | 4                                      | 5                                      | 6                                      |                                        |
| -------------------------------------- | -------------------------------------- | -------------------------------------- | -------------------------------------- | -------------------------------------- | -------------------------------------- | -------------------------------------- | -------------------------------------- |
| Positie:                               | 34                                     | 20                                     | 14                                     | 13                                     | 24                                     | 40                                     | uit                                    |

### NederlandseSingle Top 100
| Hitnotering: (Week 1 t/m 4) 21-02-1970 t/m 14-03-1970 Hitnotering: (Week 5 t/m 10) 04-07-2009 t/m 08-08-2009 | Hitnotering: (Week 1 t/m 4) 21-02-1970 t/m 14-03-1970 Hitnotering: (Week 5 t/m 10) 04-07-2009 t/m 08-08-2009 | Hitnotering: (Week 1 t/m 4) 21-02-1970 t/m 14-03-1970 Hitnotering: (Week 5 t/m 10) 04-07-2009 t/m 08-08-2009 | Hitnotering: (Week 1 t/m 4) 21-02-1970 t/m 14-03-1970 Hitnotering: (Week 5 t/m 10) 04-07-2009 t/m 08-08-2009 | Hitnotering: (Week 1 t/m 4) 21-02-1970 t/m 14-03-1970 Hitnotering: (Week 5 t/m 10) 04-07-2009 t/m 08-08-2009 | Hitnotering: (Week 1 t/m 4) 21-02-1970 t/m 14-03-1970 Hitnotering: (Week 5 t/m 10) 04-07-2009 t/m 08-08-2009 | Hitnotering: (Week 1 t/m 4) 21-02-1970 t/m 14-03-1970 Hitnotering: (Week 5 t/m 10) 04-07-2009 t/m 08-08-2009 | Hitnotering: (Week 1 t/m 4) 21-02-1970 t/m 14-03-1970 Hitnotering: (Week 5 t/m 10) 04-07-2009 t/m 08-08-2009 | Hitnotering: (Week 1 t/m 4) 21-02-1970 t/m 14-03-1970 Hitnotering: (Week 5 t/m 10) 04-07-2009 t/m 08-08-2009 | Hitnotering: (Week 1 t/m 4) 21-02-1970 t/m 14-03-1970 Hitnotering: (Week 5 t/m 10) 04-07-2009 t/m 08-08-2009 | Hitnotering: (Week 1 t/m 4) 21-02-1970 t/m 14-03-1970 Hitnotering: (Week 5 t/m 10) 04-07-2009 t/m 08-08-2009 | Hitnotering: (Week 1 t/m 4) 21-02-1970 t/m 14-03-1970 Hitnotering: (Week 5 t/m 10) 04-07-2009 t/m 08-08-2009 | Hitnotering: (Week 1 t/m 4) 21-02-1970 t/m 14-03-1970 Hitnotering: (Week 5 t/m 10) 04-07-2009 t/m 08-08-2009 |
| Week: | 1 | 2 | 3 | 4 | | 5 | 6 | 7 | 8 | 9 | 10 | |
| --- | --- | --- | --- | --- | --- | --- | --- | --- | --- | --- | --- | --- |
| Positie: | 19 | 18 | 15 | 20 | uit | 42 | 65 | 81 | 87 | 85 | 96 | uit |

### BelgischeBRT Top 30
| Hitnotering: 4-6-1988 t/m 17-6-1988 | Hitnotering: 4-6-1988 t/m 17-6-1988 | Hitnotering: 4-6-1988 t/m 17-6-1988 | Hitnotering: 4-6-1988 t/m 17-6-1988 |
| Week:                               | 1                                   | 2                                   |                                     |
| ----------------------------------- | ----------------------------------- | ----------------------------------- | ----------------------------------- |
| Positie:                            | 11                                  | 14                                  | uit                                 |

### UK Singles Chart
| Hitnotering: 16-4-1988 t/m 17-6-1988 | Hitnotering: 16-4-1988 t/m 17-6-1988 | Hitnotering: 16-4-1988 t/m 17-6-1988 | Hitnotering: 16-4-1988 t/m 17-6-1988 | Hitnotering: 16-4-1988 t/m 17-6-1988 | Hitnotering: 16-4-1988 t/m 17-6-1988 | Hitnotering: 16-4-1988 t/m 17-6-1988 | Hitnotering: 16-4-1988 t/m 17-6-1988 | Hitnotering: 16-4-1988 t/m 17-6-1988 | Hitnotering: 16-4-1988 t/m 17-6-1988 | Hitnotering: 16-4-1988 t/m 17-6-1988 |
| Week:                                | 1                                    | 2                                    | 3                                    | 4                                    | 5                                    | 6                                    | 7                                    | 8                                    | 9                                    |                                      |
| ------------------------------------ | ------------------------------------ | ------------------------------------ | ------------------------------------ | ------------------------------------ | ------------------------------------ | ------------------------------------ | ------------------------------------ | ------------------------------------ | ------------------------------------ | ------------------------------------ |
| Positie:                             | 31                                   | 10                                   | 9                                    | 8                                    | 10                                   | 18                                   | 32                                   | 56                                   | 67                                   | uit                                  |

### NPO Radio 2 Top 2000
| Nummer met noteringen in de NPO Radio 2 Top 2000 | '09  | '10  | '11  | '12 | '13  | '14  | '15  | '16  | '17  | '18  | '19  |
| ------------------------------------------------ | ---- | ---- | ---- | --- | ---- | ---- | ---- | ---- | ---- | ---- | ---- |
| I Want You Back                                  | 1660 | 1990 | 1968 | -   | 2000 | 1540 | 1694 | 1895 | 1830 | 1491 | 1949 |

1. ↑  Een '-' betekent dat het nummer niet was genoteerd en een vetgedrukt getal geeft de hoogste notering aan.
2. ↑  2009 was het eerste jaar met een notering voor dit nummer.
3. ↑  Deze tabel is bijgewerkt tot en met de laatste editie (2024).

## '88 Remix
In 1988 kwam een remix uit van het nummer onder de naam I want you back '88 Remix als Michael Jackson & The Jackson 5.

### Hitnoteringen

#### Nederlandse Top 40
| Hitnotering: 07-05-1988 t/m 18-06-1988 | Hitnotering: 07-05-1988 t/m 18-06-1988 | Hitnotering: 07-05-1988 t/m 18-06-1988 | Hitnotering: 07-05-1988 t/m 18-06-1988 | Hitnotering: 07-05-1988 t/m 18-06-1988 | Hitnotering: 07-05-1988 t/m 18-06-1988 | Hitnotering: 07-05-1988 t/m 18-06-1988 | Hitnotering: 07-05-1988 t/m 18-06-1988 | Hitnotering: 07-05-1988 t/m 18-06-1988 |
| Week:                                  | 1                                      | 2                                      | 3                                      | 4                                      | 5                                      | 6                                      | 7                                      |                                        |
| -------------------------------------- | -------------------------------------- | -------------------------------------- | -------------------------------------- | -------------------------------------- | -------------------------------------- | -------------------------------------- | -------------------------------------- | -------------------------------------- |
| Positie:                               | 30                                     | 20                                     | 16                                     | 14                                     | 16                                     | 21                                     | 34                                     | uit                                    |

#### NederlandseSingle Top 100
| Hitnotering: 07-05-1988 t/m 09-07-1988 | Hitnotering: 07-05-1988 t/m 09-07-1988 | Hitnotering: 07-05-1988 t/m 09-07-1988 | Hitnotering: 07-05-1988 t/m 09-07-1988 | Hitnotering: 07-05-1988 t/m 09-07-1988 | Hitnotering: 07-05-1988 t/m 09-07-1988 | Hitnotering: 07-05-1988 t/m 09-07-1988 | Hitnotering: 07-05-1988 t/m 09-07-1988 | Hitnotering: 07-05-1988 t/m 09-07-1988 | Hitnotering: 07-05-1988 t/m 09-07-1988 | Hitnotering: 07-05-1988 t/m 09-07-1988 | Hitnotering: 07-05-1988 t/m 09-07-1988 |
| Week:                                  | 1                                      | 2                                      | 3                                      | 4                                      | 5                                      | 6                                      | 7                                      | 8                                      | 9                                      | 10                                     |                                        |
| -------------------------------------- | -------------------------------------- | -------------------------------------- | -------------------------------------- | -------------------------------------- | -------------------------------------- | -------------------------------------- | -------------------------------------- | -------------------------------------- | -------------------------------------- | -------------------------------------- | -------------------------------------- |
| Positie:                               | 52                                     | 27                                     | 18                                     | 16                                     | 13                                     | 14                                     | 20                                     | 23                                     | 59                                     | 70                                     | uit                                    |